# 보나방튀르 칼루
보나방튀르 칼루(프랑스어: Bonaventure "Barry" Kalou, 1978년 1월 12일 ~)는 코트디부아르의 전 축구 선수이자, 포지션은 공격형 미드필더다. 그는 살로몽 칼루의 친형이며, 2006년 FIFA 월드컵 세르비아 몬테네그로와의 조별리그 최종전에서 페널티킥으로 결승골을 기록했다.

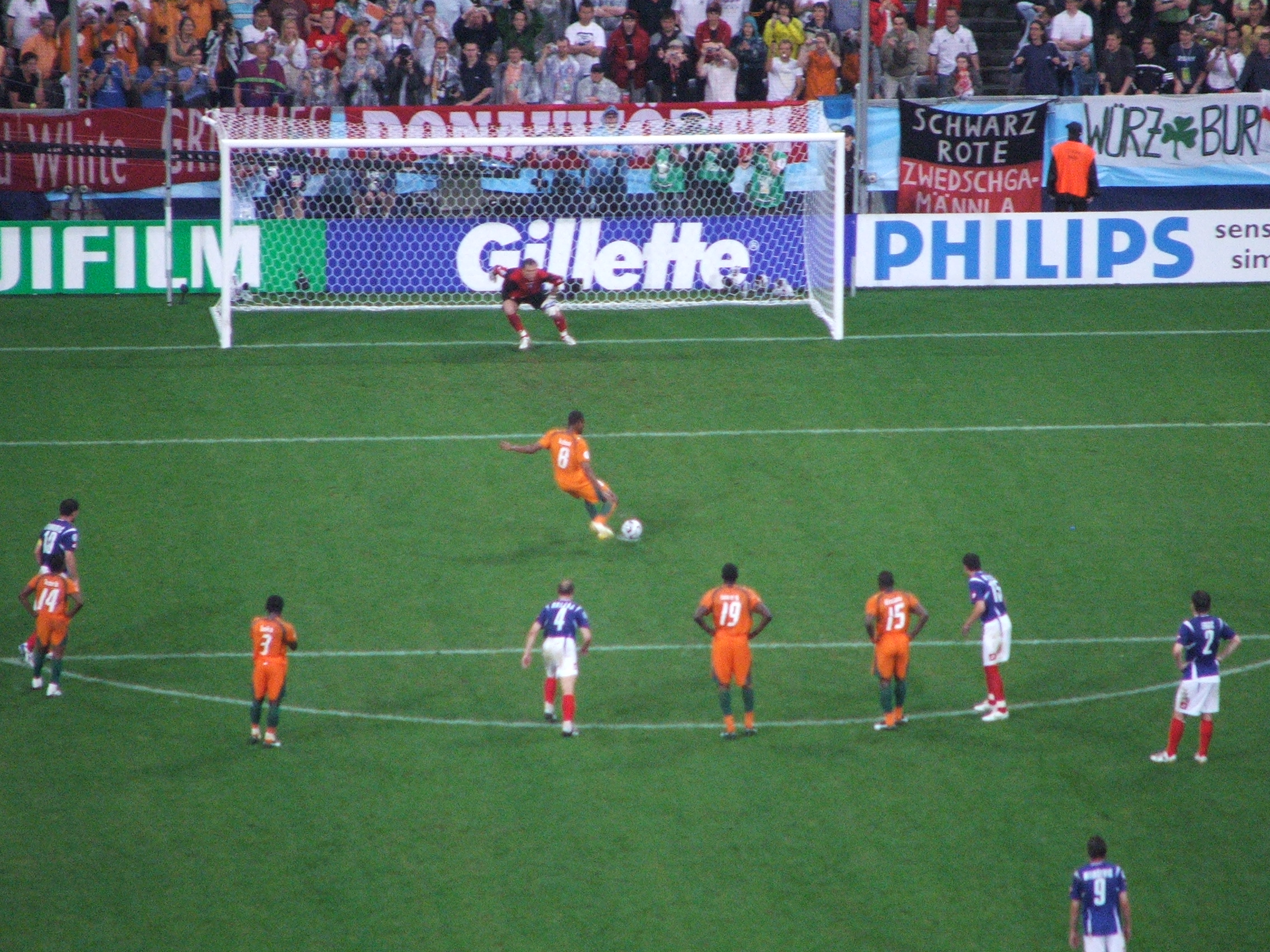
2006년 FIFA 월드컵 세르비아 몬테네그로 전에서 페널티킥 득점을 올리는 칼루

## 경력
- 1998년 아프리카 네이션스컵 국가대표
- 2000년 아프리카 네이션스컵 국가대표
- 2002년 아프리카 네이션스컵 국가대표
- 2006년 아프리카 네이션스컵 국가대표
- 2006년 FIFA 월드컵 국가대표

## 수상
코트디부아르
- 2006년 아프리카 네이션스컵 준우승

개인
- 2004-05 리그 1 베스트 11